# Tercera Federación - Grupo XVI 2024-25
La temporada 2024-25 del Grupo XVI de la Tercera Federación de fútbol comenzó el 7 de septiembre de 2024 y finalizó el 11 de mayo de 2025. Posteriormente se disputó la promoción de ascenso. 
Durante esta campaña fue el quinto nivel de las Ligas de fútbol de España para los clubes de La Rioja, por debajo de la Segunda Federación y por encima de la Regional Preferente de La Rioja.

## Sistema de competición
Participan dieciocho clubes en un único grupo. Se enfrentan todos contra todos en dos ocasiones -una en campo propio y otra en campo contrario- durante un total de 34 jornadas. El orden de los encuentros se decide por sorteo antes de empezar la competición. La Federación de Fútbol de La Rioja es la responsable de designar las fechas de los partidos y los árbitros de cada encuentro, reservando al equipo local la potestad de fijar el horario exacto de cada encuentro.
Una vez finalizada la competición, el primer clasificado asciende directamente a Segunda Federación y se proclama campeón de Tercera Federación.
Los clasificados entre el segundo y el quinto lugar disputan un Play Off territorial en formato de eliminatorias a doble partido ida y vuelta. En caso de empate el vencedor de la eliminatoria es el equipo mejor clasificado. El equipo vencedor de este Play Off se clasifica a la Promoción de ascenso a Segunda Federación que tiene carácter de final interterritorial.
Los tres últimos clasificados descienden directamente a Regional Preferente de La Rioja. El número de descensos puede aumentar o disminuir dependiendo del número de equipos descendidos a Tercera Federación desde Segunda Federación.

## Ascensos y descensos
Los equipos que mantuvieron la categoría en la última temporada de Tercera Federación participan en la siguiente edición.
| Pos. | Ascendidos a 2.ª Federación |
| ---- | --------------------------- |
| 1.º  | C. D. Alfaro                |
| 4.º  | C. D. Anguiano              |

| Pos. | Descendidos de 2ª Federación |
| ---- | ---------------------------- |
| 16.º | Náxara C. D.                 |

| Pos. | Ascendidos de Regional Preferente |
| ---- | --------------------------------- |
| 1.º  | Yagüe C. F.                       |
| 2.º  | C. D. Agoncillo                   |
| 2.º  | C. D. Autol                       |

| Pos. | Descendidos a Regional Preferente |
| ---- | --------------------------------- |
| 18.º | C. C. D. Alberite                 |
|      | No inscritos                      |
| 12.º | Racing Rioja C. F.                |

## Participantes

### Información sobre los equipos participantes
| Equipo                 | Localidad                   | Estadio                         | Capacidad |
| ---------------------- | --------------------------- | ------------------------------- | --------- |
| C. D. Agoncillo        | Agoncillo (La Rioja)        | San Roque                       | 2000      |
| C. D. Arnedo           | Arnedo                      | Sendero                         | 5000      |
| C. D. Autol            | Autol (La Rioja)            | La Manzanera                    | 2000      |
| Peña Balsamaiso C. F.  | Logroño                     | La Estrella                     | 268       |
| C. D. Berceo           | Logroño                     | El Salvador                     | 2000      |
| C. D. Calahorra "B"    | Calahorra                   | La Planilla                     | 4500      |
| Casalarreina C. F.     | Casalarreina                | El Soto                         | 400       |
| Comillas C. F.         | Logroño                     | Mundial 82                      | 3500      |
| C. Haro Deportivo      | Haro                        | Luis de la Fuente               | 4300      |
| C. D. F. C. La Calzada | Santo Domingo de la Calzada | El Rollo                        | 1500      |
| U. D. Logroñés "B"     | Logroño                     | Ciudad Deportiva U. D. Logroñés | 404       |
| Náxara C. D.           | Nájera                      | La Salera                       | 1000      |
| S. D. Oyonesa          | Oyón (Álava)                | Oion Arena                      | 1500      |
| Atlético River Ebro    | Rincón de Soto              | San Miguel                      | 3000      |
| C. D. Tedeón           | Navarrete                   | San Miguel                      | 1000      |
| C. D. Varea            | Varea                       | Ángel Aguado                    | 2000      |
| Atlético Vianés        | Viana (Navarra)             | Príncipe de Viana               | 500       |
| Yagüe C. F.            | Logroño (La Rioja)          | El Salvador                     | 1000      |

## Clasificación
| Pos. | Equipo                     | Pts. | PJ | G  | E  | P  | GF  | GC | Dif. |                                                          |
| ---- | -------------------------- | ---- | -- | -- | -- | -- | --- | -- | ---- | -------------------------------------------------------- |
| 1    | Náxara C. D. (A, C)        | 93   | 34 | 30 | 3  | 1  | 107 | 12 | +95  | Ascenso a Segunda Federación y Copa del Rey              |
| 2    | U. D. Logroñés "B"         | 79   | 34 | 25 | 4  | 5  | 91  | 29 | +62  |                                                          |
| 3    | C. D. Varea                | 68   | 34 | 20 | 8  | 6  | 65  | 35 | +30  | Play-Offs Ascenso a Segunda Federación y Copa Federación |
| 4    | C. D. Arnedo               | 61   | 34 | 18 | 7  | 9  | 64  | 35 | +29  | Play-Offs Ascenso a Segunda Federación                   |
| 5    | S. D. Oyonesa              | 56   | 34 | 16 | 8  | 10 | 52  | 36 | +16  | Play-Offs Ascenso a Segunda Federación                   |
| 6    | C. D. F. C. La Calzada     | 54   | 34 | 15 | 9  | 10 | 45  | 31 | +14  | Play-Offs Ascenso a Segunda Federación                   |
| 7    | C. D. Calahorra "B" (D)    | 49   | 34 | 12 | 13 | 9  | 51  | 43 | +8   | Descenso a Regional Preferente                           |
| 8    | Peña Balsamaiso C. F.      | 47   | 34 | 14 | 5  | 15 | 46  | 51 | −5   |                                                          |
| 9    | Yagüe C. F.                | 45   | 34 | 11 | 12 | 11 | 41  | 66 | −25  |                                                          |
| 10   | C. D. Agoncillo            | 42   | 34 | 10 | 12 | 12 | 36  | 44 | −8   |                                                          |
| 11   | C. D. Berceo               | 40   | 34 | 11 | 7  | 16 | 40  | 47 | −7   |                                                          |
| 12   | Comillas C. F.             | 37   | 34 | 11 | 4  | 19 | 40  | 52 | −12  |                                                          |
| 13   | C. Haro Deportivo          | 36   | 34 | 9  | 9  | 16 | 32  | 54 | −22  |                                                          |
| 14   | C. Atlético Vianés         | 33   | 34 | 9  | 6  | 19 | 30  | 44 | −14  |                                                          |
| 15   | C. D. Autol                | 31   | 34 | 7  | 10 | 17 | 27  | 58 | −31  |                                                          |
| 16   | Casalarreina C. F. (D)     | 28   | 34 | 8  | 4  | 22 | 36  | 85 | −49  | Descenso a Regional Preferente por arrastre              |
| 17   | C. Atlético River Ebro (D) | 28   | 34 | 7  | 7  | 20 | 29  | 59 | −30  | Descenso a Regional Preferente                           |
| 18   | C. D. Tedeón (D)           | 22   | 34 | 4  | 10 | 20 | 26  | 73 | −47  | Descenso a Regional Preferente                           |

 Fuente: BeSoccer
Notas:
1. ↑  La U. D. Logroñés "B"  no puede ascender, al ser equipo filial de la U. D. Logroñés, que competirá la siguiente temporada en la Segunda Federación. En consecuencia la plaza del equipo en la promoción de ascenso pasó al sexto clasificado.
2. ↑  El C. D. Calahorra "B" descendió a Regional Preferente de La Rioja por ser filial del C. D. Calahorra, que había descendido a Tercera Federación.

### Evolución de la Clasificación
| Jornada         | 01 | 02 | 03 | 04 | 05 | 06 | 07 | 08 | 09 | 10 | 11 | 12 | 13 | 14  | 15  | 16 | 17 | 18 | 19 | 20 | 21 | 22 | 23 | 24 | 25 | 26 | 27 | 28 | 29 | 30 | 31 | 32 | 33 | 34 |
| Equipo          |    |    |    |    |    |    |    |    |    |    |    |    |    |     |     |    |    |    |    |    |    |    |    |    |    |    |    |    |    |    |    |    |    |    |
| --------------- | -- | -- | -- | -- | -- | -- | -- | -- | -- | -- | -- | -- | -- | --- | --- | -- | -- | -- | -- | -- | -- | -- | -- | -- | -- | -- | -- | -- | -- | -- | -- | -- | -- | -- |
| Náxara          | 1  | 1  | 1  | 1  | 1  | 1  | 1  | 1  | 1  | 1  | 1  | 1  | 1  | 1   | 1   | 1  | 1  | 1  | 1  | 1  | 1  | 1  | 1  | 1  | 1  | 1  | 1  | 1  | 1  | 1  | 1  | 1  | 1  | 1  |
| UD Logroñés "B" | 3  | 2* | 2* | 4  | 2* | 2* | 2* | 2* | 2* | 2* | 2* | 2* | 2* | 2*  | 2*  | 2* | 2* | 2* | 2* | 2* | 2* | 2* | 2* | 2* | 2* | 2* | 2* | 2* | 2* | 2* | 2* | 2* | 2* | 2* |
| Varea           | 5  | 4  | 5  | 3  | 4  | 4  | 4  | 5  | 5  | 4  | 5  | 5  | 4  | 3*  | 3*  | 3* | 3* | 3* | 3* | 3* | 3* | 3* | 3* | 3* | 4  | 3* | 3* | 3* | 3* | 3* | 3* | 3* | 3* | 3* |
| Arnedo          | 7  | 9  | 11 | 8  | 12 | 12 | 9  | 6  | 6  | 5  | 4  | 3* | 3* | 4   | 4   | 4  | 4  | 4  | 4  | 4  | 4  | 4  | 4  | 4  | 3* | 4  | 4  | 4  | 4  | 4  | 4  | 4  | 4  | 4  |
| Oyonesa         | 4  | 6  | 7  | 12 | 8  | 11 | 11 | 7  | 7  | 7  | 6  | 6  | 7- | 7-  | 6-  | 5  | 5  | 6  | 6  | 6  | 6  | 6  | 6  | 7  | 6  | 6  | 5  | 5  | 5  | 6  | 5  | 5  | 5  | 5  |
| La Calzada      | 10 | 5  | 4  | 2  | 3* | 3* | 3* | 3* | 3* | 3* | 3* | 4  | 5  | 5   | 5   | 6  | 6  | 5  | 5  | 5  | 5  | 5  | 5  | 5  | 5  | 5  | 6  | 6  | 6  | 5  | 6  | 6  | 6  | 6  |
| Calahorra "B"   | 17 | 11 | 13 | 15 | 10 | 7  | 7  | 9  | 8  | 8  | 7  | 7  | 6  | 6   | 7   | 7  | 7  | 7  | 7  | 7  | 8  | 8  | 8  | 8  | 9  | 8  | 8  | 8  | 8  | 8  | 7  | 7  | 7  | 7  |
| Peña Balsamaiso | 6  | 7  | 6  | 7  | 5  | 5  | 6  | 8  | 9  | 11 | 10 | 9  | 9  | 9   | 8   | 8  | 8  | 8  | 8  | 8  | 7  | 7  | 7  | 6  | 7  | 7  | 7  | 7  | 7  | 7  | 8  | 8  | 8  | 8  |
| Yagüe           | 18 | 17 | 10 | 6  | 9  | 6  | 5  | 4  | 4  | 6  | 8  | 8  | 8- | 10- | 10- | 10 | 10 | 10 | 11 | 9  | 11 | 10 | 10 | 10 | 8  | 9  | 9  | 9  | 9  | 10 | 9  | 9  | 9  | 9  |
| Agoncillo       | 2  | 8  | 12 | 9  | 6  | 9  | 10 | 12 | 13 | 14 | 14 | 11 | 11 | 12  | 11  | 12 | 12 | 13 | 13 | 11 | 12 | 12 | 11 | 12 | 10 | 11 | 10 | 10 | 10 | 9  | 10 | 10 | 10 | 10 |
| Berceo          | 9  | 3* | 3* | 5  | 7  | 10 | 12 | 13 | 14 | 15 | 12 | 14 | 14 | 13  | 13  | 11 | 11 | 12 | 9  | 10 | 9  | 9  | 9  | 9  | 11 | 12 | 12 | 12 | 11 | 11 | 11 | 11 | 11 | 11 |
| Comillas        | 13 | 18 | 18 | 18 | 18 | 17 | 15 | 14 | 11 | 9  | 9  | 10 | 10 | 8   | 9   | 9  | 9  | 9  | 10 | 12 | 10 | 11 | 12 | 11 | 12 | 10 | 11 | 11 | 12 | 12 | 12 | 12 | 12 | 12 |
| Haro            | 15 | 15 | 15 | 13 | 13 | 13 | 14 | 15 | 15 | 12 | 13 | 12 | 12 | 11  | 13  | 14 | 15 | 15 | 14 | 14 | 16 | 16 | 14 | 13 | 13 | 13 | 13 | 13 | 13 | 13 | 13 | 13 | 13 | 13 |
| Vianés          | 11 | 13 | 16 | 17 | 17 | 18 | 18 | 18 | 18 | 18 | 18 | 18 | 18 | 18  | 18  | 18 | 18 | 17 | 16 | 15 | 14 | 13 | 13 | 14 | 14 | 14 | 14 | 14 | 14 | 15 | 14 | 14 | 14 | 14 |
| Autol           | 12 | 14 | 8  | 10 | 14 | 14 | 13 | 11 | 12 | 13 | 15 | 13 | 13 | 14  | 15  | 14 | 13 | 11 | 12 | 13 | 13 | 14 | 15 | 15 | 15 | 15 | 15 | 15 | 15 | 14 | 15 | 15 | 15 | 15 |
| Casalareina     | 16 | 16 | 17 | 14 | 15 | 16 | 17 | 17 | 17 | 17 | 17 | 17 | 16 | 16  | 16  | 17 | 17 | 18 | 18 | 18 | 18 | 18 | 18 | 18 | 18 | 18 | 18 | 18 | 18 | 18 | 18 | 17 | 17 | 16 |
| River Ebro      | 14 | 12 | 14 | 16 | 16 | 15 | 16 | 16 | 16 | 16 | 16 | 16 | 17 | 17  | 17  | 16 | 16 | 14 | 17 | 17 | 17 | 17 | 17 | 17 | 17 | 17 | 17 | 16 | 16 | 16 | 16 | 16 | 16 | 17 |
| Tedeón          | 8  | 10 | 9  | 11 | 11 | 8  | 8  | 10 | 10 | 10 | 11 | 15 | 15 | 15  | 14  | 15 | 15 | 16 | 15 | 16 | 15 | 15 | 16 | 16 | 16 | 16 | 16 | 17 | 17 | 17 | 17 | 18 | 18 | 18 |

*La Unión Deportiva Logroñés "B" no puede participar en la Copa del Rey. Por lo tanto la posible participación, se le releva al 3º

(-) Equipo con partido(s) pendiente(s) al término de la jornada

## Tabla de resultados cruzados
| Local \ Visitante      | AGO | ARN | AUT | BAL | BER | CAL | CAS | COM | HAR | LCA | LOG | NAX | OYO | RIV | TED | VAR | VIA | YAG  |
| ---------------------- | --- | --- | --- | --- | --- | --- | --- | --- | --- | --- | --- | --- | --- | --- | --- | --- | --- | ---- |
| C. D. Agoncillo        | —   | 1–5 | 0–1 | 0–2 | 0–1 | 2–0 | 4–0 | 1–0 | 0–1 | 2–1 | 0–3 | 2–2 | 0–1 | 2–0 | 4–0 | 2–2 | 2–2 | 0–0  |
| C. D. Arnedo           | 1–1 | —   | 4–1 | 3–0 | 2–1 | 2–4 | 7–1 | 3–0 | 3–3 | 1–1 | 1–0 | 0–2 | 1–0 | 4–0 | 3–0 | 1–1 | 2–1 | 2–0  |
| C. D. Autol            | 0–0 | 2–1 | —   | 1–3 | 3–0 | 0–0 | 4–1 | 0–3 | 2–0 | 0–1 | 1–1 | 0–4 | 1–3 | 3–1 | 0–0 | 0–0 | 0–1 | 1–1  |
| Peña Balsamaiso C. F.  | 0–1 | 2–1 | 0–2 | —   | 1–3 | 2–1 | 1–1 | 1–1 | 1–2 | 1–2 | 1–2 | 0–3 | 2–1 | 0–1 | 3–1 | 0–0 | 3–4 | 1–1  |
| C. D. Berceo           | 4–0 | 0–1 | 1–1 | 0–2 | —   | 1–2 | 2–3 | 1–0 | 0–0 | 2–3 | 0–2 | 0–4 | 0–1 | 0–1 | 4–0 | 0–1 | 0–0 | 0–1  |
| C. D. Calahorra "B"    | 1–1 | 0–0 | 2–0 | 1–1 | 1–1 | —   | 7–1 | 1–1 | 2–0 | 3–1 | 0–4 | 0–2 | 1–1 | 1–1 | 4–1 | 1–2 | 0–0 | 2–2  |
| Casalarreina C. F.     | 1–1 | 0–4 | 1–0 | 2–3 | 0–2 | 1–1 | —   | 2–0 | 0–0 | 0–4 | 1–5 | 0–4 | 1–2 | 3–1 | 2–3 | 1–3 | 2–1 | 1–2  |
| Comillas C. F.         | 1–2 | 0–2 | 3–0 | 1–2 | 2–2 | 1–4 | 5–0 | —   | 2–1 | 1–1 | 0–2 | 0–2 | 2–0 | 0–2 | 1–0 | 0–1 | 3–1 | 1–2  |
| C. Haro Deportivo      | 1–2 | 0–1 | 3–0 | 1–2 | 2–3 | 1–0 | 2–0 | 2–1 | —   | 0–0 | 2–1 | 1–3 | 0–1 | 2–1 | 1–1 | 0–3 | 1–1 | 0–0  |
| C. D. F. C. La Calzada | 3–0 | 1–0 | 2–1 | 1–2 | 0–0 | 0–1 | 2–0 | 3–1 | 1–3 | —   | 1–0 | 0–1 | 2–0 | 1–0 | 1–1 | 2–2 | 4–0 | 3–1  |
| U. D. Logroñés "B"     | 3–0 | 3–2 | 7–2 | 5–1 | 2–0 | 4–0 | 5–3 | 4–1 | 4–0 | 2–0 | —   | 3–1 | 1–0 | 1–1 | 4–1 | 4–2 | 2–0 | 8–0  |
| Náxara C. D.           | 0–0 | 4–0 | 4–0 | 2–0 | 5–0 | 4–0 | 2–0 | 2–0 | 5–0 | 1–0 | 3–0 | —   | 2–1 | 6–0 | 7–0 | 3–0 | 1–0 | 10–1 |
| S. D. Oyonesa          | 1–1 | 0–0 | 4–0 | 2–0 | 1–2 | 3–3 | 2–0 | 4–0 | 2–1 | 0–0 | 1–2 | 0–1 | —   | 5–2 | 1–1 | 1–0 | 2–1 | 3–0  |
| Atlético River Ebro    | 0–0 | 1–1 | 0–0 | 2–0 | 3–1 | 2–4 | 1–2 | 0–1 | 0–0 | 0–2 | 0–0 | 2–4 | 2–1 | —   | 1–0 | 0–2 | 0–2 | 1–2  |
| C. D. Tedeón           | 2–0 | 1–3 | 0–0 | 1–3 | 1–4 | 0–1 | 1–3 | 0–1 | 1–1 | 1–1 | 1–2 | 1–5 | 0–0 | 2–1 | —   | 1–4 | 1–0 | 1–1  |
| C. D. Varea            | 3–2 | 2–1 | 2–0 | 0–1 | 2–2 | 1–0 | 4–1 | 2–1 | 8–0 | 2–0 | 0–3 | 0–0 | 3–4 | 3–1 | 3–1 | —   | 3–0 | 1–1  |
| Atlético Vianés        | 1–2 | 0–1 | 1–1 | 2–1 | 0–2 | 0–0 | 0–1 | 0–1 | 1–0 | 1–0 | 2–1 | 1–2 | 0–1 | 2–0 | 3–0 | 1–2 | —   | 0–1  |
| Yagüe C. F.            | 1–1 | 2–1 | 4–0 | 1–4 | 0–1 | 0–3 | 3–1 | 2–5 | 2–1 | 1–1 | 1–1 | 0–5 | 3–3 | 2–1 | 1–1 | 0–1 | 2–1 | —    |

## Datos y estadísticas

### Máximos goleadores
| Pos. | Jugador         | Equipo             | Goles | Part. | Prom. |
| ---- | --------------- | ------------------ | ----- | ----- | ----- |
| 1.º  | Iván Villoslada | Náxara C. D.       | 27    | 31    | 0.87  |
| 2.º  | Javier Orodea   | Náxara C. D.       | 23    | 34    | 0.68  |
| 3.º  | Iván Estrecha   | U. D. Logroñés "B" | 21    | 30    | 0.70  |
| 4.º  | Eduardo Ubis    | C. D. Varea        | 17    | 25    | 0.68  |
| =    | Daniel Almagro  | Comillas C. F.     | 17    | 33    | 0.52  |

Fuente: Federación Riojana de Fútbol.

### Récords
| Récords de equipos       | Récords de equipos | Récords de equipos  | Récords de equipos | Récords de equipos | Récords de equipos | Récords de equipos | Récords de equipos | Récords de equipos |
| Récord                   | Fecha              | Equipo/s            | Local              |                    | Resultado          |                    | Visitante          | Rep.               |
| ------------------------ | ------------------ | ------------------- | ------------------ | ------------------ | ------------------ | ------------------ | ------------------ | ------------------ |
| Más goles en un partido  | 19/01/2025         | Náxara y Yagüe (11) | Náxara C. D.       |                    | 10 – 1             |                    | Yagüe C. F.        | Jornada 18         |
| Mayor victoria local     | 19/01/2025         | Náxara (+9)         | Náxara C. D.       |                    | 10 – 1             |                    | Yagüe C. F.        | Jornada 18         |
| Mayor victoria visitante | 7/09/2024          | Náxara (+5)         | Yagüe C. F.        |                    | 0 – 5              |                    | Náxara C. D.       | Jornada 1          |

Fuente: Federación Riojana de Fútbol.

## Play Off de Ascenso a Segunda Federación

### Equipos clasificados
- 4 equipos

| Pos. | Grupo XVI              |
| ---- | ---------------------- |
| 3.º  | C. D. Varea            |
| 4.º  | C. D. Arnedo           |
| 5.º  | S. D. Oyonesa          |
| 6.º  | C. D. F. C. La Calzada |

### Fase Regional
|  | Cuartos                                              | Cuartos                                              | Cuartos                                              | Cuartos                                              | Cuartos                                              |   |     | Semifinales                                          | Semifinales                                          | Semifinales                                          | Semifinales                                          | Semifinales                                          |  |
|  | 18 de mayo de 2025 (ida) 25 de mayo de 2025 (vuelta) | 18 de mayo de 2025 (ida) 25 de mayo de 2025 (vuelta) | 18 de mayo de 2025 (ida) 25 de mayo de 2025 (vuelta) | 18 de mayo de 2025 (ida) 25 de mayo de 2025 (vuelta) | 18 de mayo de 2025 (ida) 25 de mayo de 2025 (vuelta) |   |     | 1 de junio de 2025 (ida) 8 de junio de 2025 (vuelta) | 1 de junio de 2025 (ida) 8 de junio de 2025 (vuelta) | 1 de junio de 2025 (ida) 8 de junio de 2025 (vuelta) | 1 de junio de 2025 (ida) 8 de junio de 2025 (vuelta) | 1 de junio de 2025 (ida) 8 de junio de 2025 (vuelta) |  |
|  |                                                      |                                                      |                                                      |                                                      |                                                      |   |     |                                                      |                                                      |                                                      |                                                      |                                                      |  |
|  |                                                      |                                                      |                                                      |                                                      |                                                      |   |     |                                                      |                                                      |                                                      |                                                      |                                                      |  |
|  | 5.º                                                  | S. D. Oyonesa                                        | 2                                                    | 2                                                    | 4                                                    |   |     |                                                      |                                                      |                                                      |                                                      |                                                      |  |
|  | 5.º                                                  | S. D. Oyonesa                                        | 2                                                    | 2                                                    | 4                                                    |   |     |                                                      |                                                      |                                                      |                                                      |                                                      |  |
|  | 4.º                                                  | C. D. Arnedo                                         | 0                                                    | 1                                                    | 1                                                    |   |     |                                                      |                                                      |                                                      |                                                      |                                                      |  |
|  | 4.º                                                  | C. D. Arnedo                                         | 0                                                    | 1                                                    | 1                                                    |   | 5.º | S. D. Oyonesa                                        | 0                                                    | 0                                                    | 0                                                    |                                                      |  |
|  |                                                      |                                                      |                                                      |                                                      |                                                      |   | 5.º | S. D. Oyonesa                                        | 0                                                    | 0                                                    | 0                                                    |                                                      |  |
|  |                                                      |                                                      | 3.º                                                  | C. D. Varea                                          | 0                                                    | 1 | 1   |                                                      |                                                      |                                                      |                                                      |                                                      |  |
|  | 6.º                                                  | C. D. F. C. La Calzada                               | 3.º                                                  | C. D. Varea                                          | 0                                                    | 1 | 1   | 0                                                    | 2                                                    | 2                                                    |                                                      |                                                      |  |
|  | 6.º                                                  | C. D. F. C. La Calzada                               |                                                      |                                                      |                                                      |   |     | 0                                                    | 2                                                    | 2                                                    |                                                      |                                                      |  |
|  | 3.º                                                  | C. D. Varea                                          | 1                                                    | 3                                                    | 4                                                    |   |     |                                                      |                                                      |                                                      |                                                      |                                                      |  |
|  | 3.º                                                  | C. D. Varea                                          | 1                                                    | 3                                                    | 4                                                    |   |     |                                                      |                                                      |                                                      |                                                      |                                                      |  |
|  |                                                      |                                                      |                                                      |                                                      |                                                      |   |     |                                                      |                                                      |                                                      |                                                      |                                                      |  |

| Clasificado para la Fase Nacional de la Promoción de ascenso a Segunda Federación |
| C. D. Varea                                                                       |

### Fase Nacional
| Ida; 15 de junio de 2025, 12:00 | C. D. Varea      | 1:2 (0:1) | Rayo Vallecano "B"    | Ángel Aguado, Logroño    |                          |
|                                 | 65' Eduardo Ubis | Reporte   | 26' 76' Etienne Eto'o | Árbitro(s): García Rubio | Árbitro(s): García Rubio |

| Vuelta; | Rayo Vallecano "B" | 3:0 (Global 5:1) | C. D. Varea |                            |  |
|         |                    |                  |             | Árbitro(s): Por determinar |  |

| Asciende Rayo Vallecano "B" |

## Clasificados a la Copa del Rey
| Bandera de La Rioja (España) |
| Náxara C. D.                 |
| 1.er Puesto                  |
| ---------------------------- |

## Clasificados a la Copa Federación
| Bandera de La Rioja (España) |
| C. D. Varea                  |
| 1.er Puesto                  |
| ---------------------------- |